# Весола (Краків)
Весола (пол. Wesoła) — обшар Кракова, відповідно до сучасного адміністративного поділу Кракова, входить частково до дільниці I Старого міста, а частково до дільниці II Гжегужкі. Весола розташована між Старим містом на заході, Варшавським на півночі, Гжегужками на сході та Казімєжем і Страдомом на півдні. Колишній 6-й кадастровий округ Кракова і колишнє передмістя. Межами Весоли є такі вулиці: св. Гертруди (пол. św. Gertrudy), пол. Westerplatte, Pawia, трамвайний тунель під Головним вокзалом, пол. Wita Stwosza, Lubomirskiego, al. Powstania Warszawskiego, південна частина Ботанічного саду, пол. Śniadeckich, Grzegórzecka, Dietla, Sarego. Віссю передмістя був колишній торговий шлях із Кракова через Могилу на Сандомир і Русь, тобто сьогоднішня пол. ul. Kopernika.
На Весолі є кілька історичних церков, будівель, віадуків і садів:
- костел св. Миколая — один із найстаріших костелів Кракова, згаданий ще на початку XI ст.,
- Єзуїтський костел на ul. Kopernika (1909—1921),
- Костел кармелітів Непорочного Зачаття Пресвятої Діви Марії, нині відомий як костел св. Лазара,
- костел св. Тереза разом із комплексом монастиря кармелітів,
- палац Маньковських за проєктом Юзефа Совінського та Владислава Качмарського, зведений у стилі неокласицизму в 1901—1904 роках. За часів Польської Народної Республіки тут містився музей Леніна. Тут знаходиться воєводський адміністративний суд,
- Ботанічний сад, заснований у 1779 році з будівлею Астрономічної обсерваторії (1788—1792),
- університетські клініки Медичного коледжу Ягеллонського університету на вул. Коперник,
- Парк Стшелецькі був заснований наприкінці 18 століття і зараз є резиденцією Стрелецького Товариства «Куркове Братство»,
- Краківська пивоварня
- Краківська опера
- Колишній міст через Стару Віслу, тепер залізничний віадук над ul. Wielopole[1][2]

## Галерея

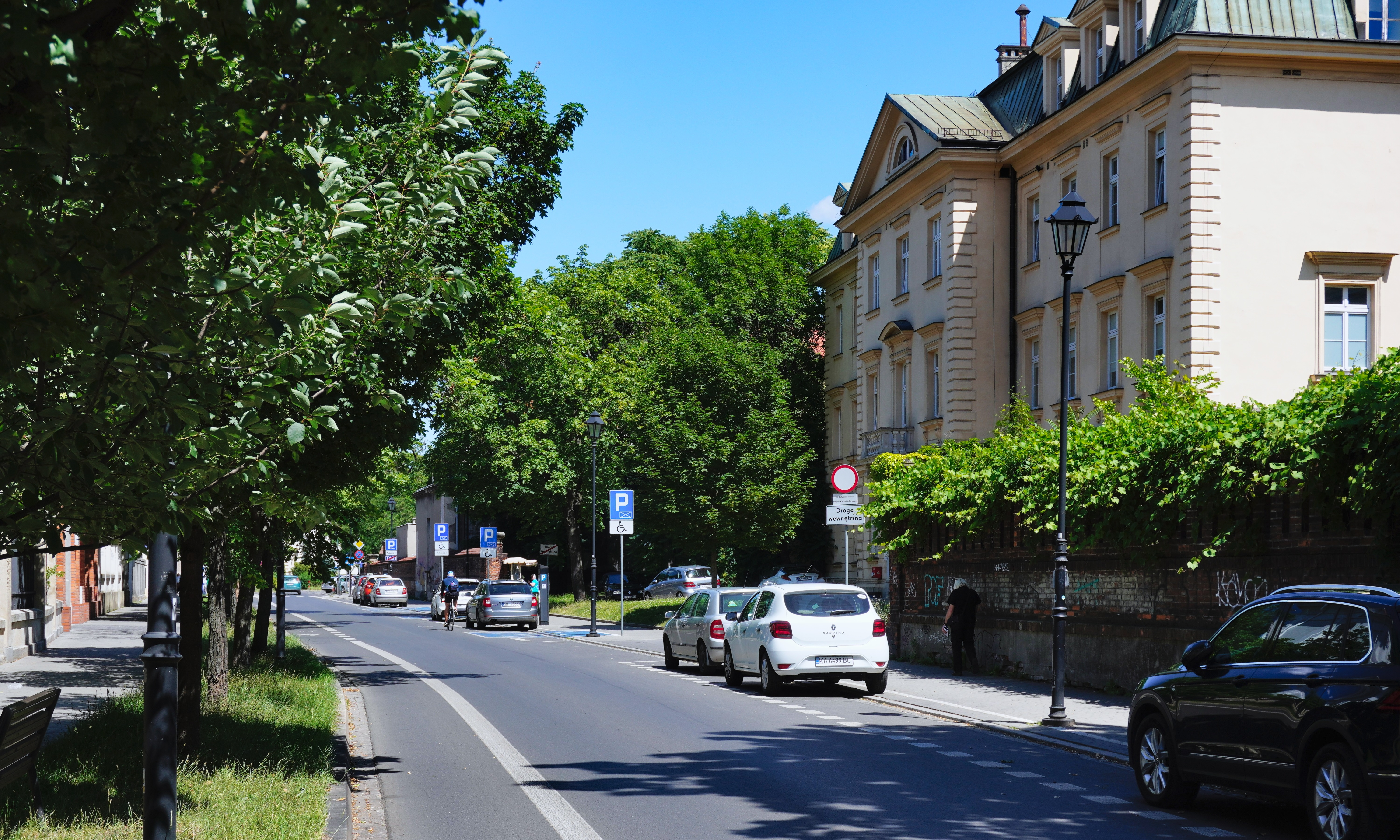
вул. Миколая Коперніка (Ul. Mikołaja Kopernika)
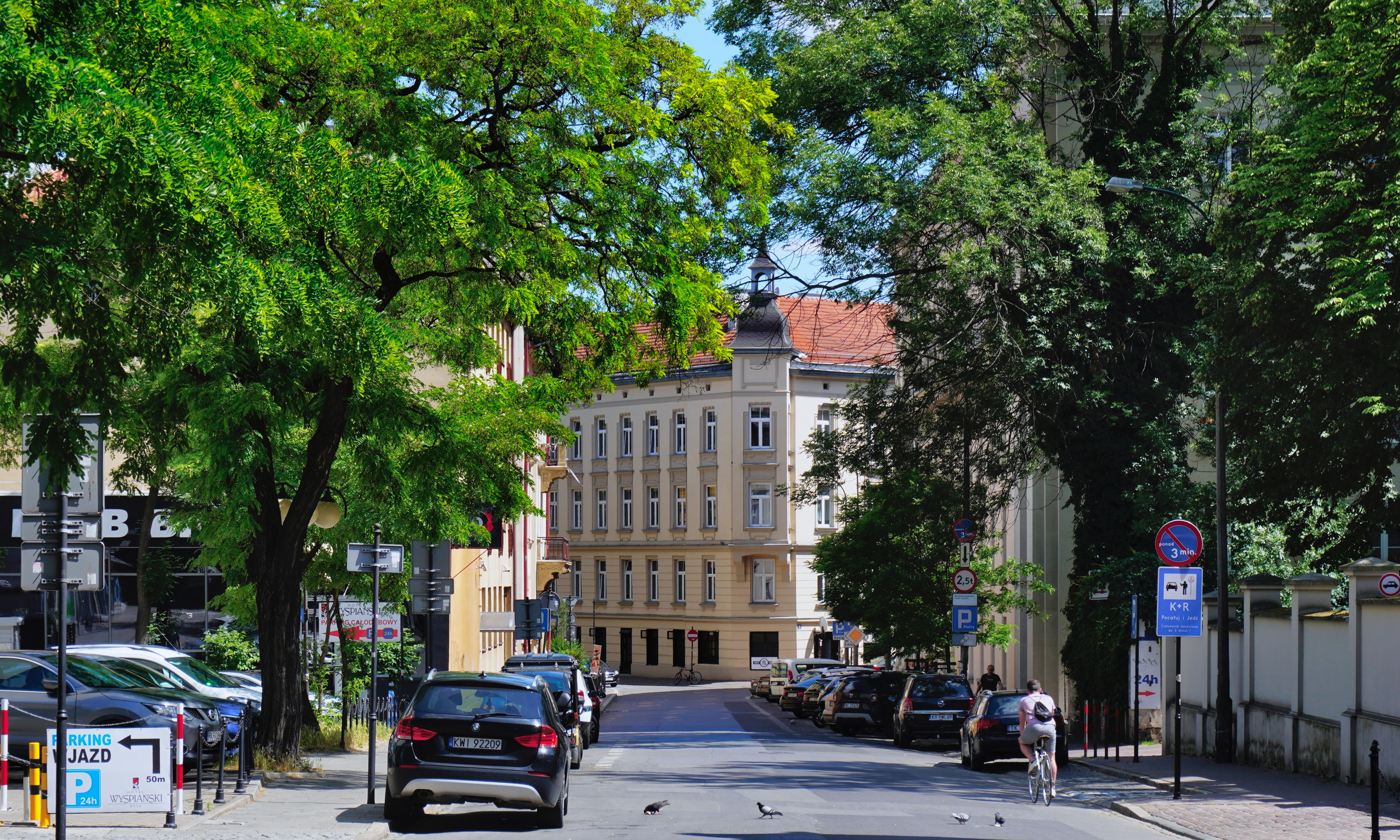
вул. Миколая Зиблікевіча (Ul. Mikołaja Zyblikiewicza)
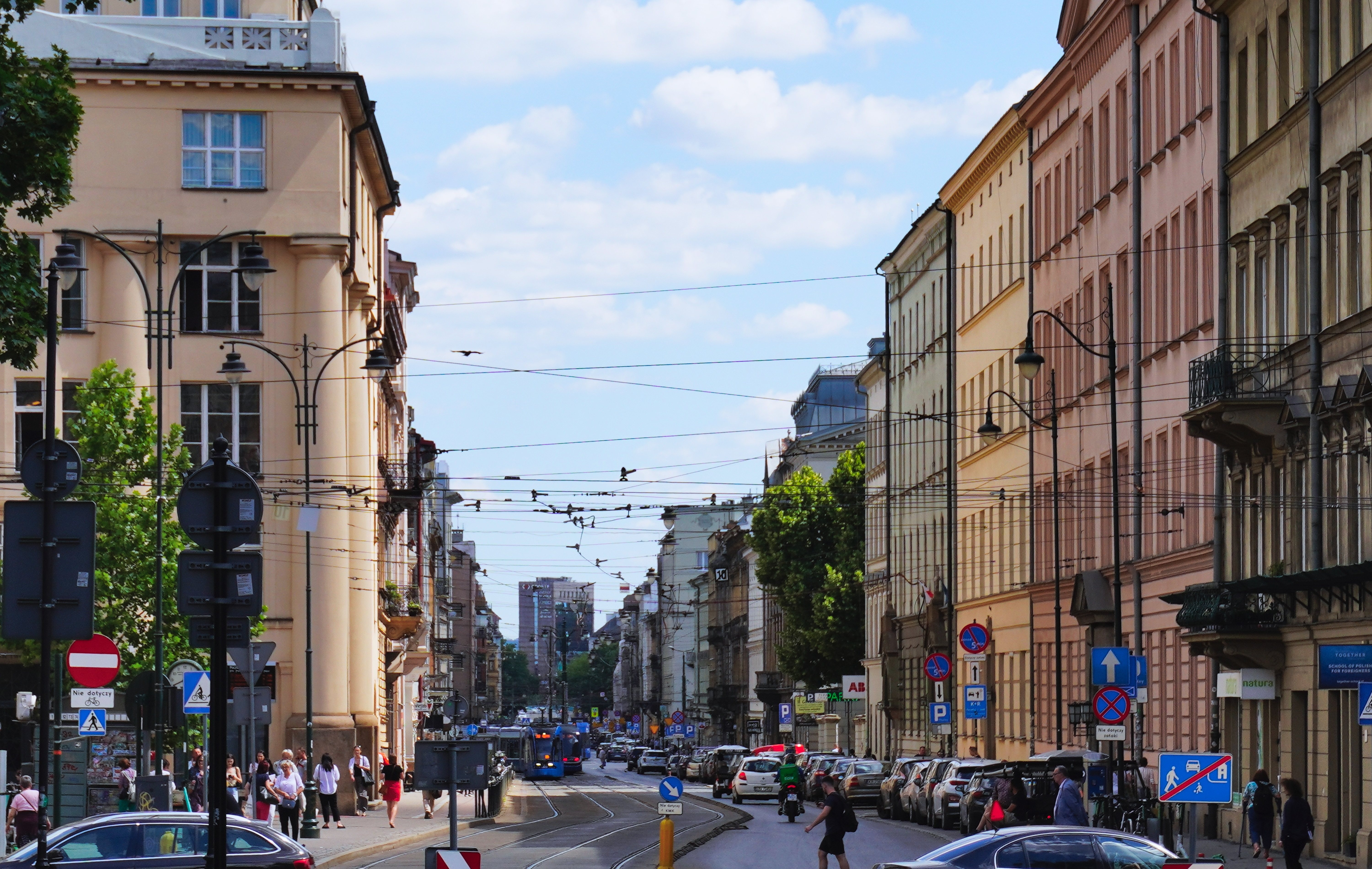
вул. Старовішльна (Ul. Starowiślna)
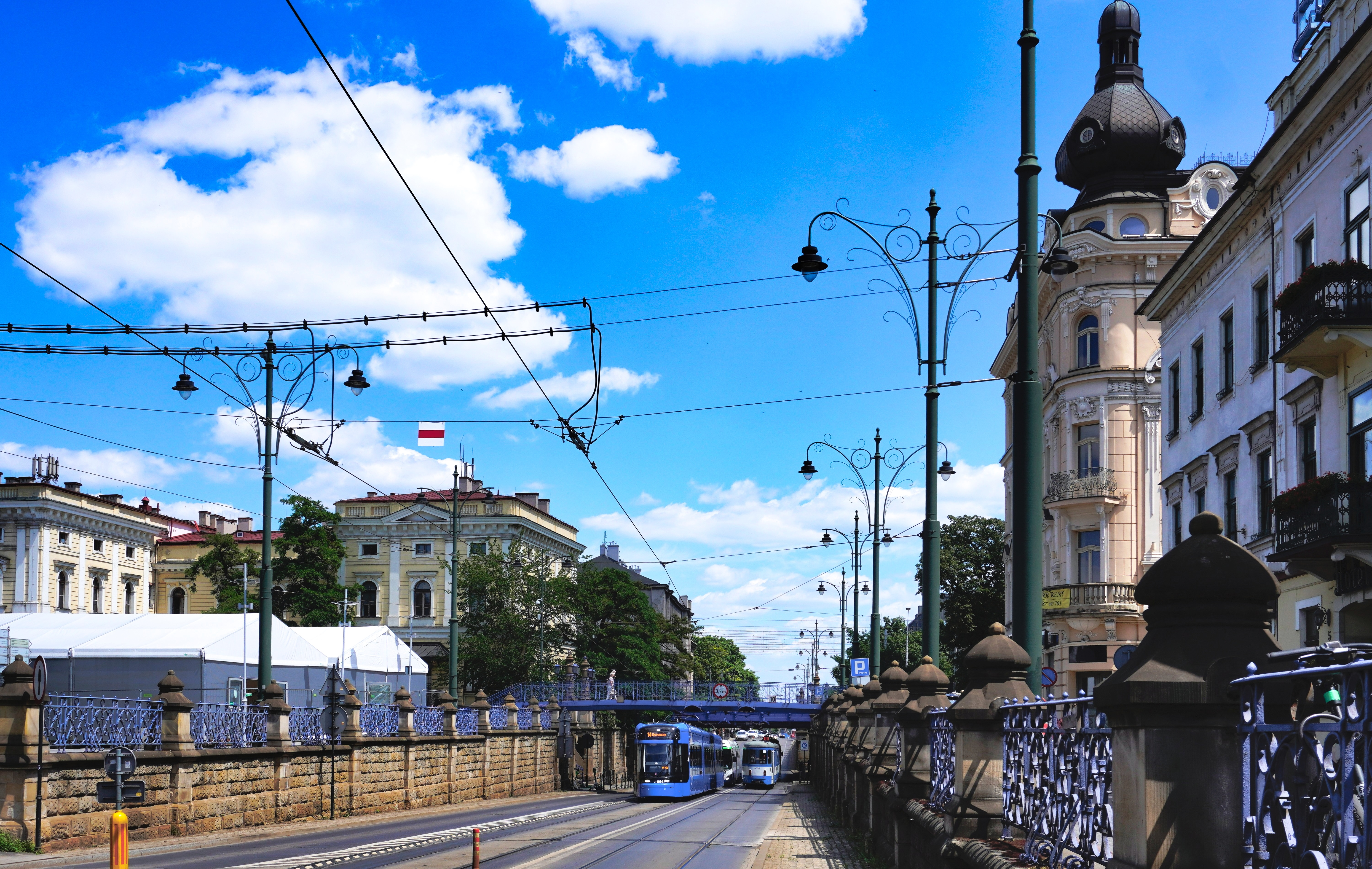
вул. Любіч (Ul. Lubicz) тунель Таловськєго i віадук залізничний
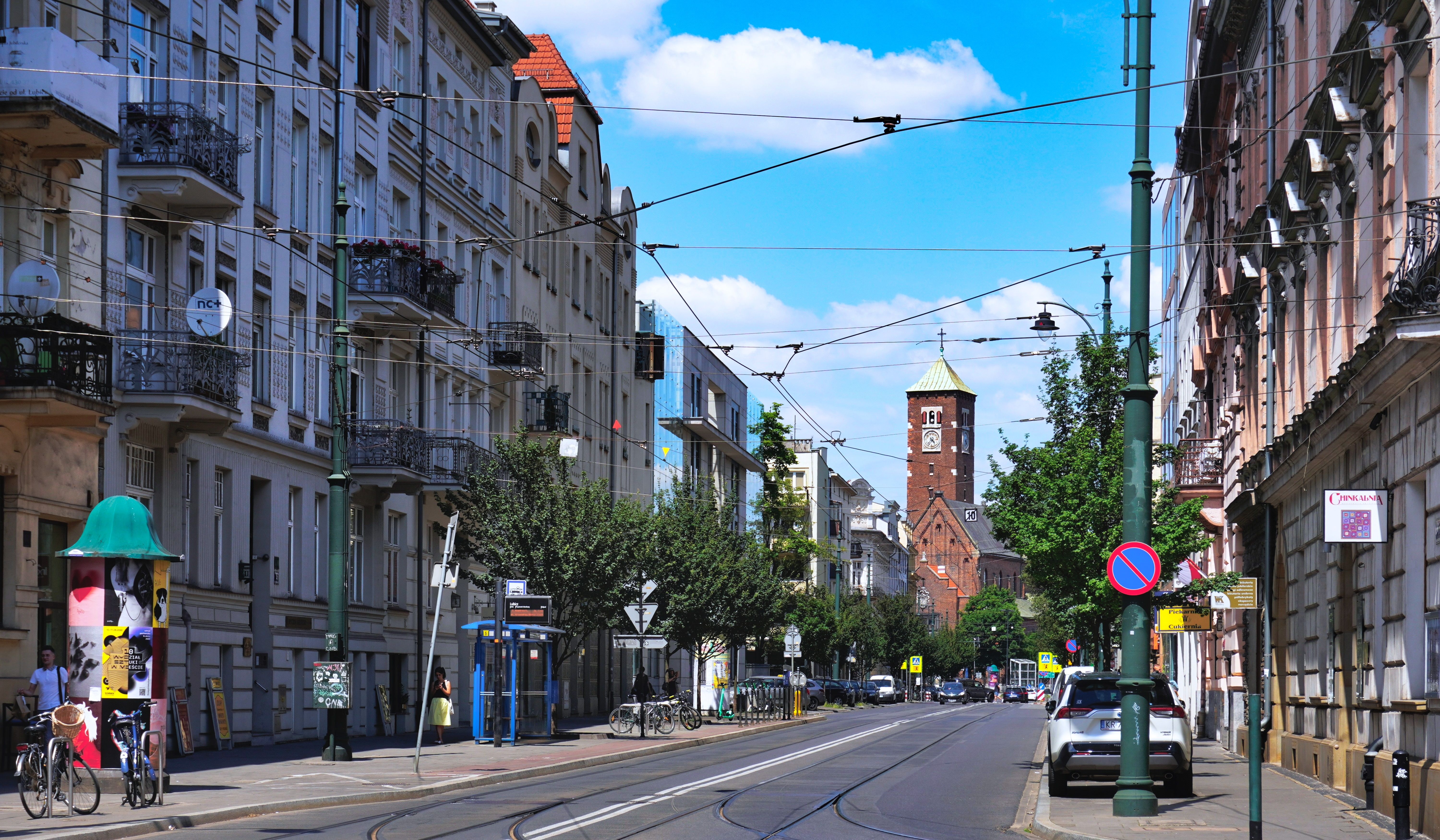
вул. Раковіцка (Ul. Rakowicka)
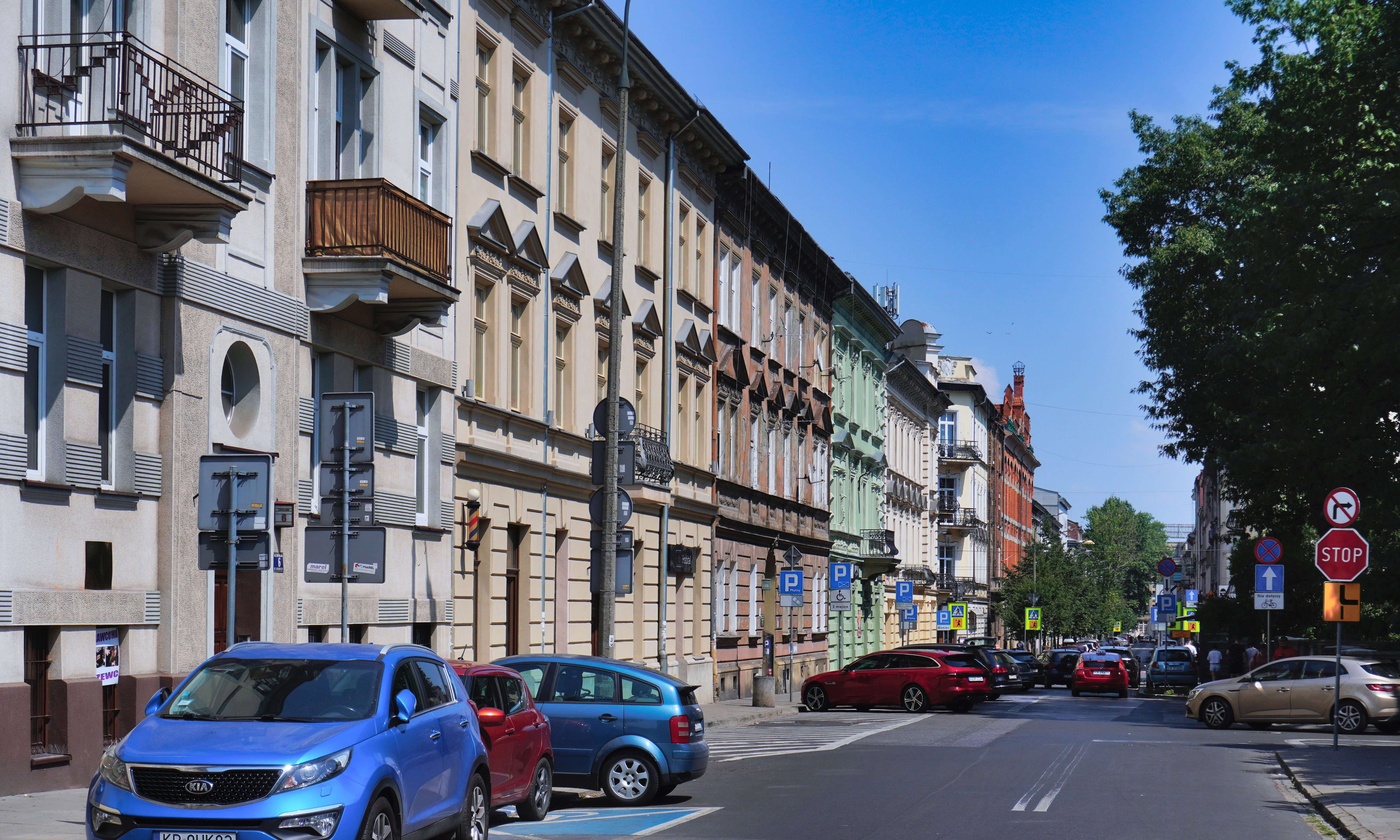
вул. Тополова (Ul. Topolowa)
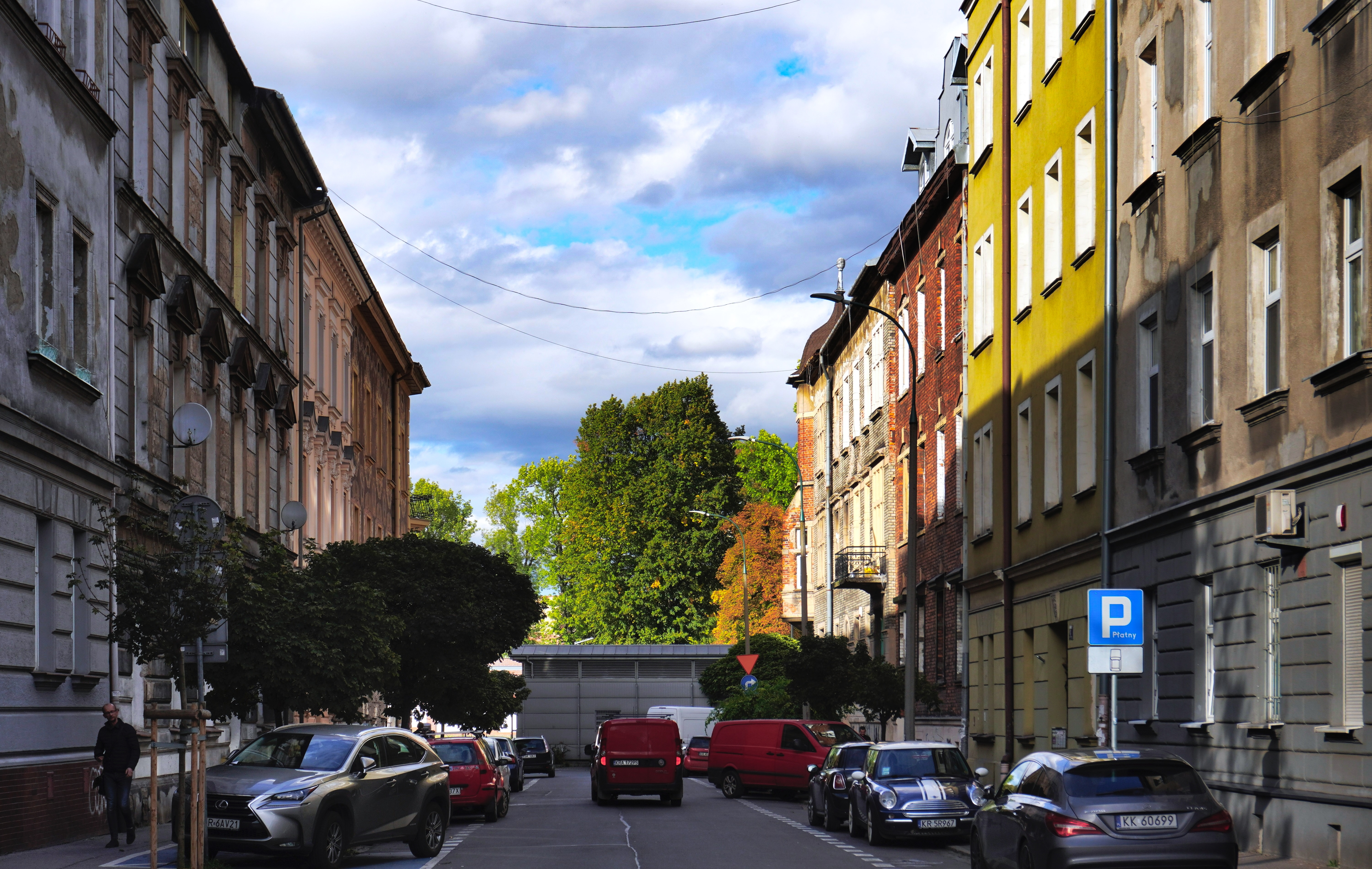
вул. Аріанська (Ul. Ariańska)
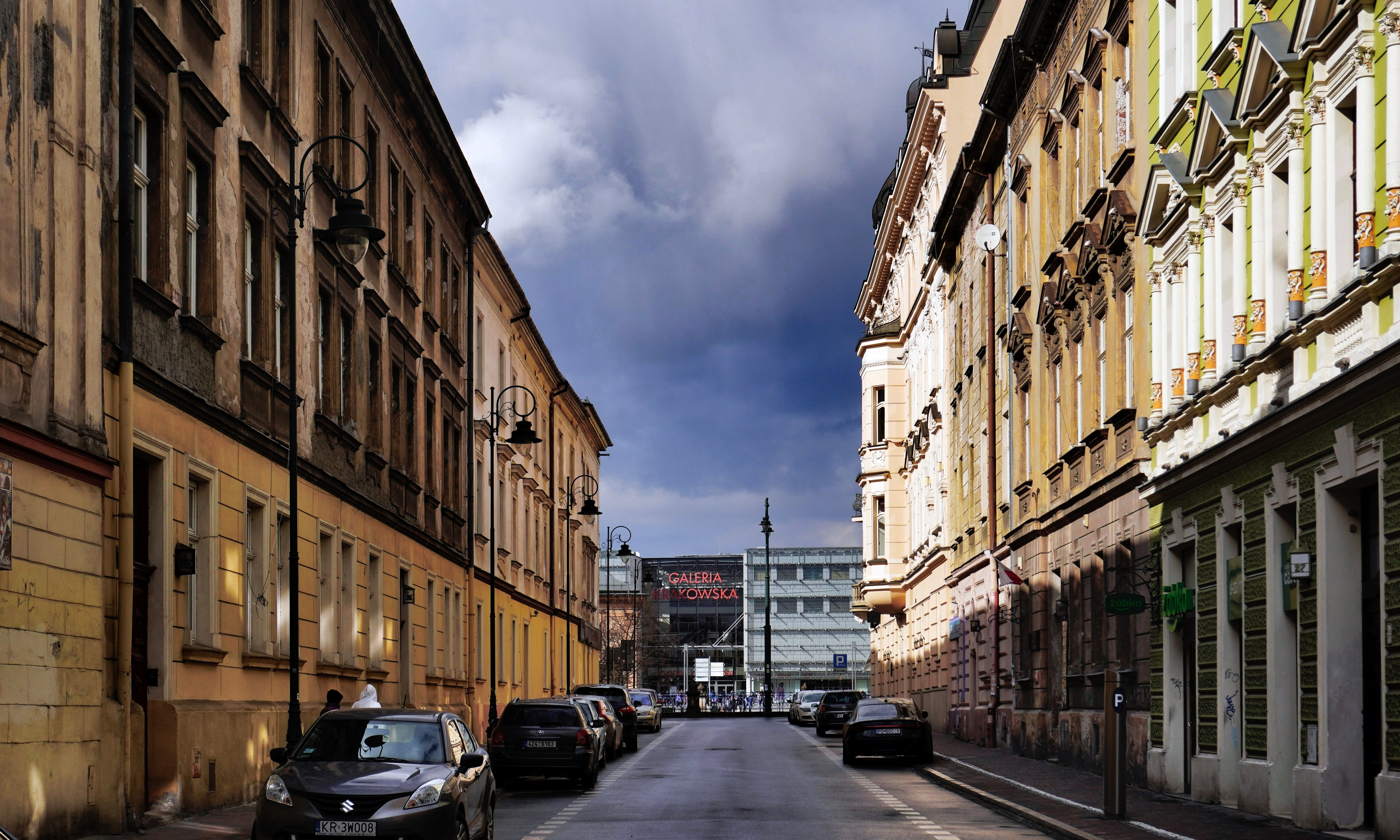
вул. Радзивіловська (Ul. Radziwiłłowska)
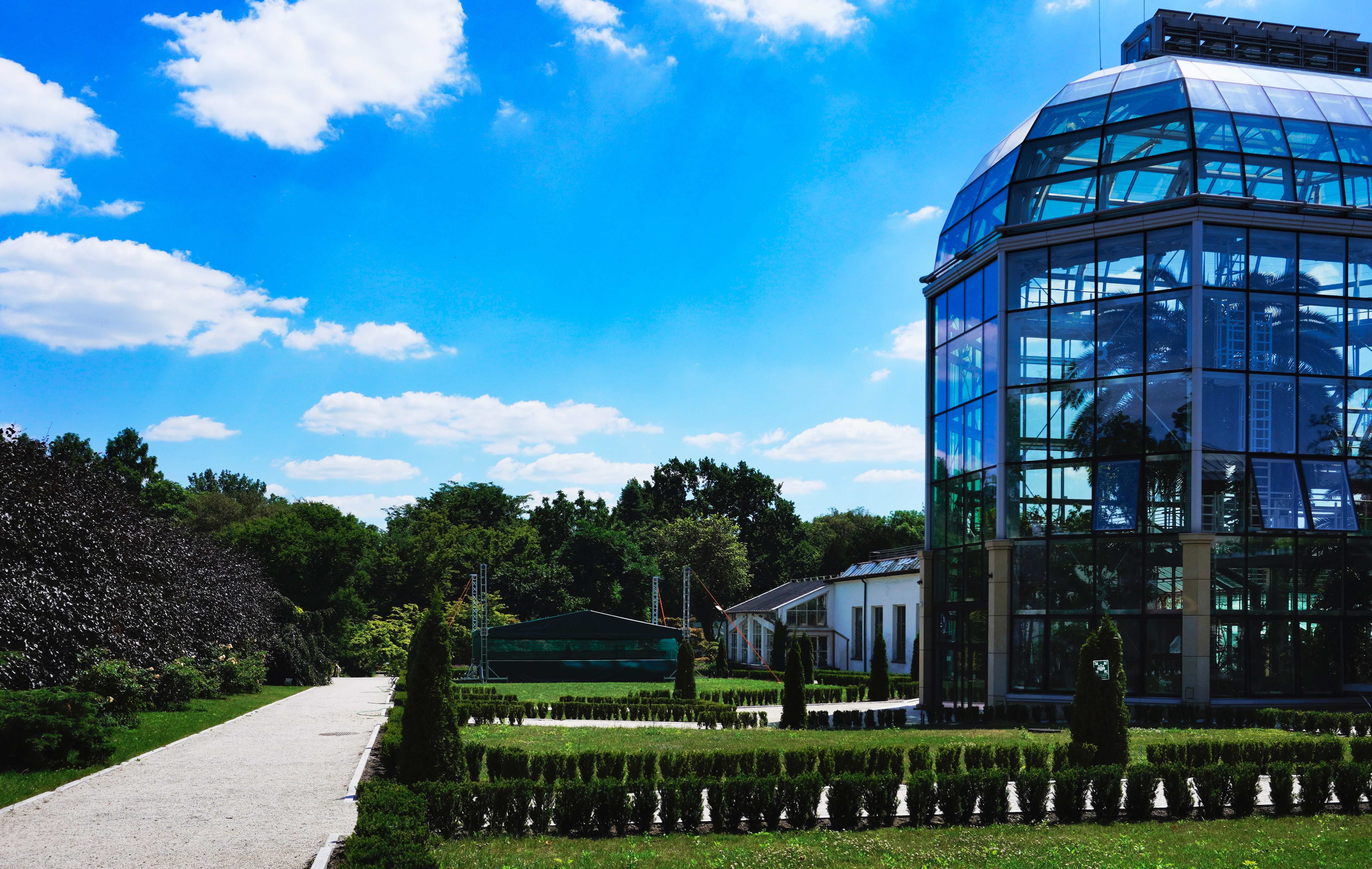
Ботанічний сад
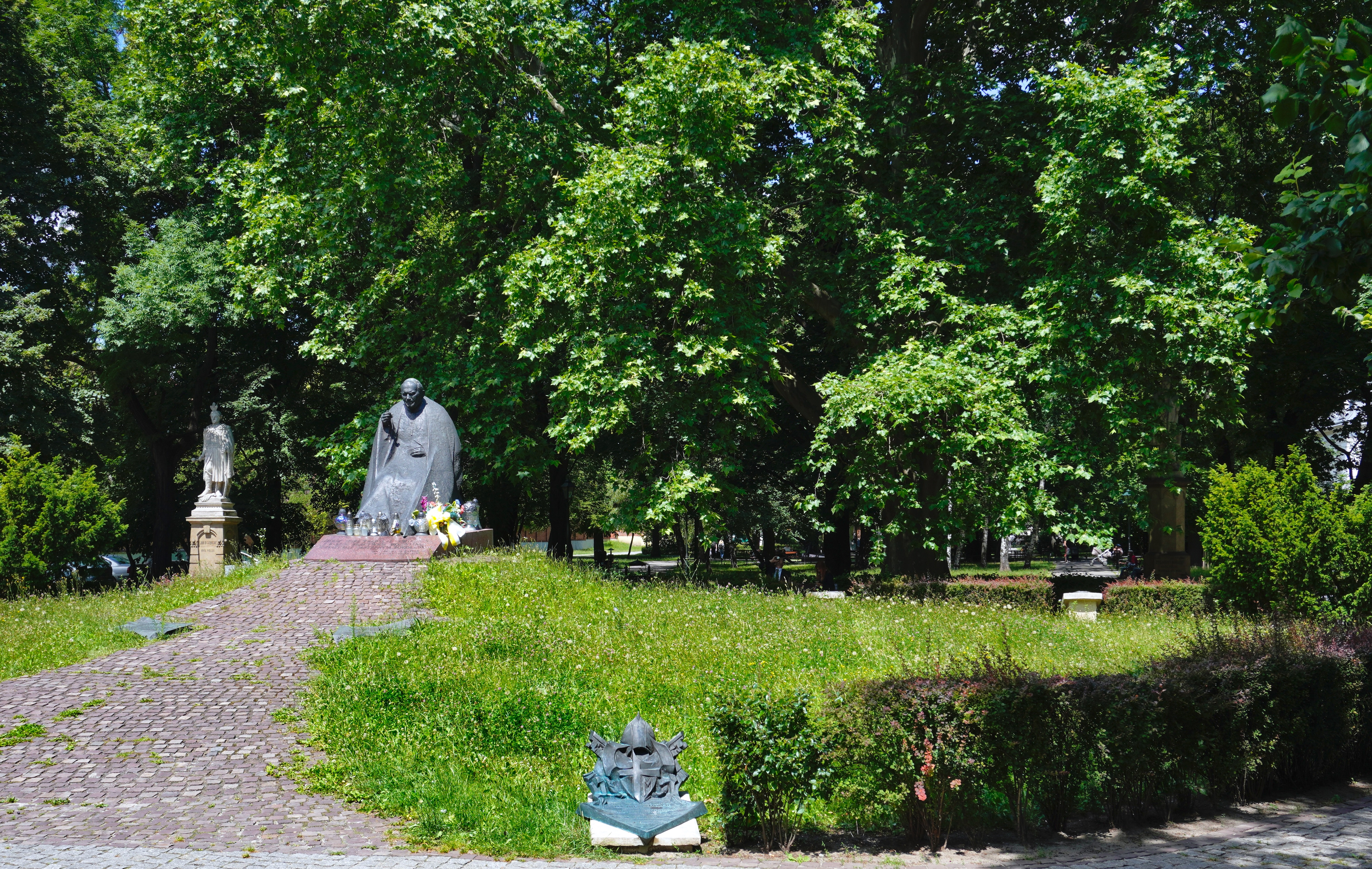
Парк Стшелецькі
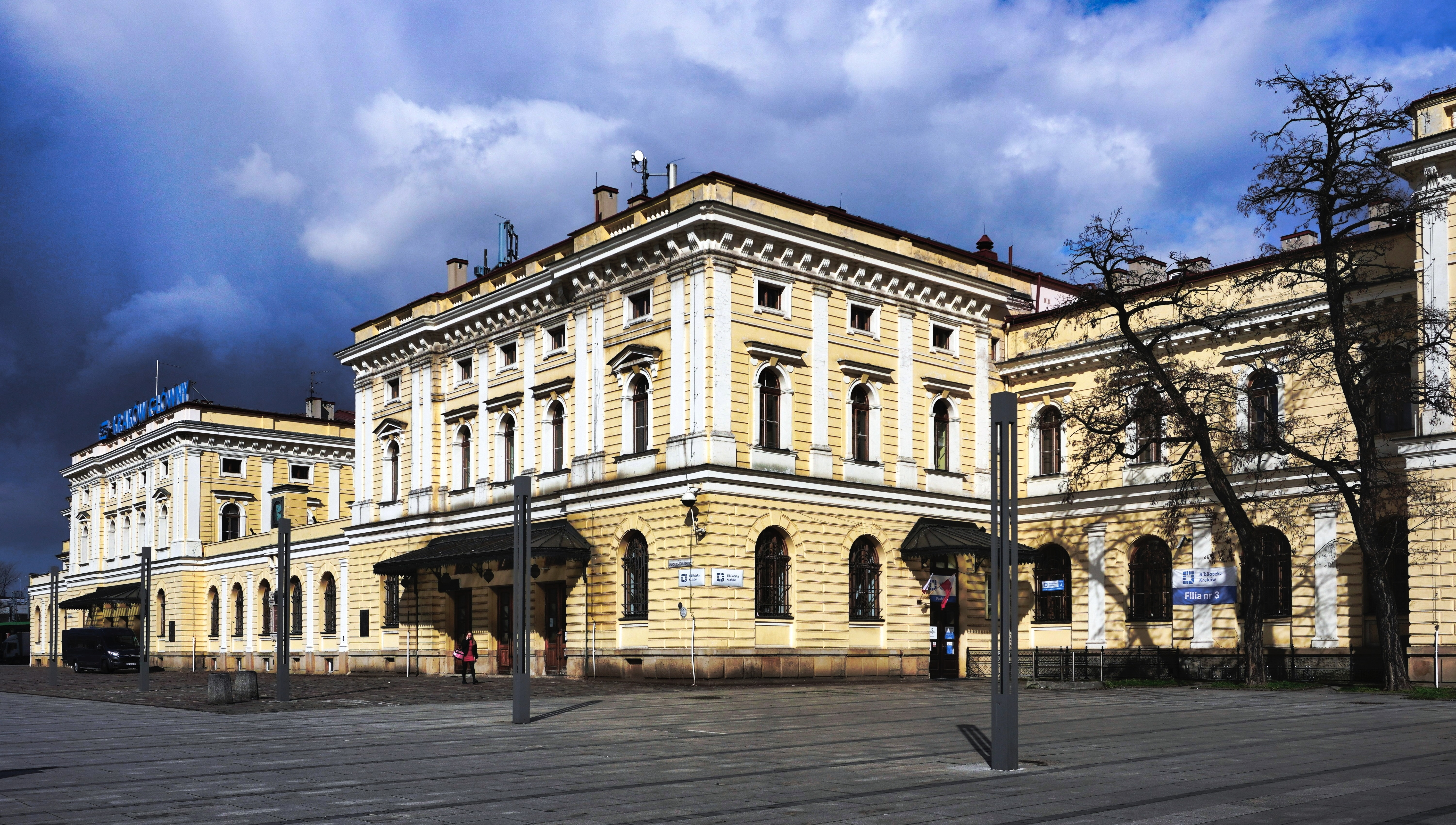
Історичний будинок вокзалу Краків-Головний